# Колодяжный, Сергей Александрович
Сергей Александрович Колодяжный (род. 15 июля 1978, Воронеж) — доктор технических наук, профессор российской академии естествознания, член-корреспондент Российской инженерной академии, ректор Воронежского государственного технического университета.

## Биография
Родился 15 июля 1978 года в Воронеже.
В 1995 году окончил среднюю школу № 69 Воронежа и поступил в Воронежскую государственную архитектурно-строительную академию на факультет инженерных систем и сооружений, где обучался по специальности «Теплогазоснабжение и вентиляция», по окончании которой получил диплом с отличием.
В 2000 году поступил в аспирантуру Воронежской государственной архитектурно-строительной академии на кафедру отопления и вентиляции. В 2003 году в Воронежском государственном архитектурно-строительном университете досрочно защитил кандидатскую диссертацию по специальности 05.23.03 «Теплоснабжение, вентиляция, кондиционирование воздуха, газоснабжение и освещение» на тему: «Моделирование регулируемого воздухообмена в производственных помещениях с источника выделения газообразных вредных веществ». В 2017 году присуждена ученая степень Доктора технических наук в Академии Государственной противопожарной службы МЧС России.
С января 2001 года по март 2002 года — заведующий лабораторией кафедры отопления и вентиляции.
С марта 2002 года по июнь 2002 года — техник 1 категории кафедры отопления и вентиляции.
С июня 2002 года по октябрь 2003 года — инженер 1 категории кафедры отопления и вентиляции.
С октября 2003 года по октябрь 2008 года — доцент кафедры отопления и вентиляции.
С июня 2004 года по август 2007 года — и. о. заведующего кафедрой пожарной безопасности.
С апреля 2007 года по ноябрь 2012 года — заведующий кафедрой пожарной безопасности.
С сентября 2006 года по ноябрь 2012 года — декан факультета инженерных систем и сооружений.
С ноября 2012 года по апрель 2014 года — проректор по учебно-воспитательной работе.
C ноября 2012 года по настоящее время — профессор кафедры пожарной и промышленной безопасности.
С апреля 2014 год по 11 марта 2016 год — ректор Воронежского ГАСУ.
С сентября 2015 года — депутат Воронежской областной Думы VI созыва, председатель Комитета по строительной политике. Председатель Регионального совета сторонников Воронежского регионального отделения партии «Единая Россия».
С 11 марта 2016 года по 14 декабря 2016 года — и. о. ректора Воронежского государственного технического университета.
С 14 декабря 2016 года по настоящее время — ректор Воронежского государственного технического университета трудовой договор подписанный министром науки и высшего образования Российской федерации № 12-07-24/2062.

## Научная деятельность
Сфера научных интересов — разработка инженерных систем для энергоэффективных жилых, общественных и производственных зданий, разработка интеллектуальных систем управления энергопотреблением зданий и технологических процессов, разработка и создание новых типов взрывобезопасного, пожароустойчивого и экологически чистого оборудования в энергетике, пожарная безопасность в строительстве.
Является соавтором 119 публикаций в отечественных и зарубежных изданиях, из них 11 учебно-методических, 108 научных, 2 монографии. Подготовил четырёх кандидатов технических наук. В настоящее время является научным руководителем пяти кандидатских работ.
Диссернет обнародовал научную нечистоплотность автора.

## Почетные звания и награды
Член-корреспондент Российской инженерной академии.
Профессор Российской академии естествознания.
Член Правления Ассоциации строительных вузов Российской Федерации.
Член Совета по интеграции академической и вузовской науки Российской академии архитектуры и строительных наук.
Член совета Учебно-методического объединения по укрупненной группе подготовки «Техника и технологии строительства».
Эксперт секции «Кадровое обеспечение ТЭК» Консультативного Совета при Председателе Комитета Государственной Думы по энергетике Федерального Собрания Российской Федерации.
Награждён памятной медалью МЧС РФ «Маршал Василий Чуйков».
Эксперт в научно-технической сфере ФГБНУ НИИ «Республиканский исследовательский научно-консультационный центр экспертизы».
- Патент РФ № 2538516 «Приточно-вытяжная установка с пластинчатым рекуперативным теплоутилизатором». Соавтор изобретения: А. А. Кавыгин.
- Патент РФ № 2647521 «Способ изготовления сплошных плитных фундаментов коробчатого сечения из ребристых плит перекрытия». Соавторы изобретения: С. Н. Золотухин, А. А. Абраменко, О. Б. Кукина, А. Ю. Вязов, А. С. Лобосок и В. И. Милованова.

Награждён медалью МЧС России «За содружество во имя спасения».
Награждён медалью «XXV лет МЧС России».
Награждён медалью имени Готфрида Вильгельма фон Лейбница. Избран действительным членом Европейского научного общества при Европейской академии естественных наук.
Имеет 3 почётные грамоты Министерства МЧС РФ, 7 благодарностей МЧС России по Воронежской области.
Награждён нагрудным знаком МЧС России «За заслуги».
Награждён медалью МЧС России «За предупреждение пожаров» за заслуги в реализации единой государственной политики в области гражданской обороны.
Награждён золотым орденом «Патриот России».
Награждён почётным знаком «Благодарность от земли Воронежской».